# 康美药业财务造假案
康美药业财务造假案，简称康美案，是中华人民共和国的一宗财务造假案，其涉案企业康美药业是一家总部位于广东省揭阳市普宁市的大型医药企业。2012年底，康美药业首次被揭露财务造假，其后康美药业表示有关报道不实。2018年，康美药业再次被揭露存在财务造假，随即中国证监会展开立案调查，公司相关负责人也被公安机关立案处理。由于资产负债，康美药业于2020年被广州市属国有企业广药集团托管，2021年11月获准通过重整方案。
此案是中华人民共和国成立以来A股市场规模最大的财务造假案，案件中，康美药业累计虚增货币资金886亿元（人民币，下同）。与此同时，康美药业5名时任独立董事需承担连带赔偿责任，引發中國上市公司獨立董事辭職潮。而在证券特别代表人诉讼（也称“集体诉讼”）一审中，相关被告被判承担投资者损失总金额达24.59亿元，成为新《中华人民共和国证券法》确立证券特别代表人诉讼制度后的首宗案件，是至2021年为止法院审理的原告人数最多、赔偿金额最高的上市公司虚假陈述民事赔偿案件。

## 背景
康美药业成立于1997年，由民營企業家馬興田、许冬瑾夫妇创立，2001年3月在上海证券交易所上市。此后，康美药业凭借中药产业链使其业绩大幅增长，至2015年时已突破1000亿，较2001年上市之初仅8.9亿元增长120多倍，成为中国A股市场上首个突破千亿市值的医药上市公司。但公司业绩大幅增长也出现了财务造假的质疑，同时公司亦卷入多宗行贿案，也为康美药业在土地购买和项目建设造假上打下基础。

## 经过

### 首次曝光
早在2012年7月，有投资界人士在金融服务网站“雪球”新浪微博中指出，康美药业涉嫌虚增固定资产、大股东涉嫌挪用上市公司资产。2012年12月15日，《证券市场周刊》与北京中能兴业投资咨询有限公司共同发布一份报告，称康美药业高成长的背后，涉嫌财务造假。康美药业在土地购买和项目建设上，涉嫌累计至少虚增了18.47亿元的资产。12月16日，康美药业发布澄清公告，对有关事项进行了说明，部分内容存在报道不实。12月17日，康美药业发布公告，称公司控股股东康美实业增持公司股份100万股，且未来1年内还拟继续增持。公司董秘邱锡伟在接受媒体采访时表示，大股东增持是基于对公司长期发展的信心，“是对外界质疑最好的回应”。12月18日，中能兴业再发“九问康美”系列文章，直指康美药业公告澄而不清，矛头依然指向伪造土地证号、隐瞒关联交易等系列造假问题。19日，中能兴业在《康美为什么在配送中心地址上撒谎》一文中称康美药业历次公告里充满谎言。此次曝光致康美药业2012年12月17日开盘即跌停，随后四天股价都在低位，市值蒸发至少60亿元。此前康美药业用于发债和配股的土地在购买和项目建设上也存在造假问题，普宁市国土局工作人员翻查档案后发现，康美药业发债的土地批号根本不存在，康美药业配股的土地号已经作废。
2013年1月，针对此次曝光，康美药业散户投资者也致信时任中国证监会主席郭树清，恳请郭树清就康美药业的风波给市场一个交代，要让造谣者或做假者受到应有的惩罚。

### 再次曝光及调查
2018年10月16日，网络上出现《康美药业盘中跌停，疑似财务问题自爆：现金可疑，人参更可疑》的研究报告文章，作者是财务数据分析员付彦龙和林熙明。二人发现，康美药业存有巨额现金，但仍然在大量贷款，利息支出比利息收入要多。当天，康美药业的股票跌停，此后三天连续跌停。10月16日晚，中国证监会紧急成立康美药业核查小组，翌日核查小组迅速进入康美药业，调取相关的财务凭证，就此展开对康美药业的财务调查。12月28日，康美药业发布公告称，公司收到中国证券监督管理委员会《调查通知书》，内容为：“因你公司涉嫌信息披露违法违规，根据《中华人民共和国证券法》的有关规定，我会决定对你公司立案调查，请予以配合”。尽管如此，康美时任董事长马兴田对外表现依然颇为淡定，在2019年2月4日的《新春祝辞》中提到“2019年要‘发展实业、聚焦主业、瘦身健体、固本强基’”，并未提及造假一事。而康美还如期兑付了彼时一笔20.87亿融资券，由此康美的股价随即出现大涨。一些投资者纷纷加持康美药业，其股东数从2018年第四季度的22万户大幅增加到2019年一季度末的28万户。
2019年4月28日，康美药业第八届董事会第二次会议审议通过了《关于前期会计差错更正的议案》，翌日发布《关于前期会计差错更正的公告》。公告称，由于财务数据出现会计差错，造成2017年营业收入多计入88.98亿元，营业成本多计入76亿元，销售费用少计入5亿元，财务费用少计入2亿元，销售商品多计入102亿元，货币资金多计入299亿元，筹资活动有关的现金项目多计入3亿元。4月30日，上交所针对康美药业前期会计差错更正等有关事项发出了监管工作函，要求公司认真自查和核实有关情况，充分披露相关信息。在会计差错的公告发布后，康美药业的股价从4月30日到5月13日出现了6个跌停。5月1日凌晨，康美药业发出由时任董事长马兴田签发的致股东信，信中回避了财务差错出现的具体原因，强调作为民营企业，公司出现了由于过去快速发展而带来的内部控制不健全、财务管理不完善的局面，“很多薄弱环节在内外部的压力下更加凸显”。对于公司治理不完善、内部管理制度不健全、信息披露不规范等问题带来的困扰，公司向所有股东致以歉意。5月5日晚间，上交所下发第二份问询函，要求公司进一步核实并补充披露12项事项，具体包括多计货币资金的存放方式、主要账户、限制性情况、是否存在违规资金使用及资金的主要去向等。而作为康美药业的审计机构广东正中珠江会计事务所因涉嫌违反证券相关法律法规，也于5月9日被证监会立案调查。5月12日，康美药业收到上交所第三份问询函，涉及业绩下滑、存货跌价准备等共计31个问题。不过康美药业时任董事长马兴田则对财务造假一事表示否认，辩称“财务差错和财务造假是两件事儿”。
2019年5月17日，中国证监会通报对康美药业的调查进展时表示，初步查明康美药业披露的2016年至2018年财务报告存在重大虚假：一是使用虚假银行单据虚增存款；二是通过伪造业务凭证进行收入造假；三是部分资金转入关联方账户买卖本公司股票。当晚，康美药业发布公告称，股票将在5月20日停牌一天，21日股票简称由“康美药业”变更为“ST康美”。受此问题影响，上交所将康美药业调出了融资融标的证券名单，港交所也将康美药业从中华通名单中移除，将其加入到中华通特别名单。

### 案件处理与处分
2019年8月16日，在中国证监会召开的新闻发布会上，新闻发言人高莉表示，2016-2018年期间，康美药业涉嫌通过仿造、变造增值税发票等方式虚增营业收入，同时涉嫌未在相关年报中披露控股股东及关联方非经营性资金占用情况，使得相关年报存在虚假记载及重大遗漏。康美药业有预谋有组织长期系统实施财务造假行为，恶意欺骗投资者，影响极为恶劣，后果极为严重。中国证监会已对康美药业及责任人员进行处理，对6名当事人采取证券市场禁入措施。根据中国证监会《行政处罚及市场禁入事先告知书》，康美药业被罚款60万元；对马兴田、许冬瑾给予警告，并分别处以90万元的罚款；对其他高管处以10-30万元不等的罚款。马兴田、许冬瑾、邱锡伟在康美药业信息披露违法行为中居于核心地位，直接组织、策划、领导并实施了涉案违法行为，情节特别严重，三人被采取终身证券市场禁入措施；庄义清、温少生、马焕洲被采取10年证券市场禁入措施。2020年5月14日，中国证监会发布对康美药业的处罚及禁入决定，除对康美药业及相关人员处以罚款和市场禁入外，其涉嫌犯罪行为也被移送司法机关做进一步处理。
2020年7月9日，康美藥業在公告中透露，称收到公司实际控制人马兴田家属的通知，马兴田因涉嫌违规披露、不披露重要信息罪被公安机关采取强制措施。馬興田自2020年5月已不在公司擔任任何職務。
2021年11月17日，广东省佛山市中级人民法院对马兴田等12人操纵证券市场案公开宣判。马兴田因操纵证券市场罪、违规披露、不披露重要信息罪以及单位行贿罪数罪并罚，被判处有期徒刑12年，并处罚金人民币120万元；康美药业原副董事长、常务副总经理许冬谨及其他责任人员11人，因参与相关证券犯罪被分别判处有期徒刑并处罚金。法院审理查明，2015年至2018年期间，马兴田伙同他人，违规筹集大量资金，利用实际控制的股票交易账户自买自卖、连续交易，操纵康美药业股票价格和交易量，致使共计20次连续10个交易日累计成交量达到同期该证券总成交量30%以上，共计7次连续10个交易日累计成交量达到同期该证券总成交量50%以上。马兴田还组织、策划、指挥公司相关人员进行财务造假，向公司股东和公众披露虚假经营信息；故意隐瞒控股股东及关联方非经营性占用资金116亿余元不予披露。此外，2005年至2012年期间，马兴田为康美药业谋取不正当利益，向多名国家工作人员行贿共计港币790万元、人民币60万元，康美药业及马兴田均构成了单位行贿罪。宣判后，马兴田不服判决，提出上诉。2022年1月10日，广东省高级人民法院对马兴田操纵证券市场案依法作出终审裁定，驳回上诉，维持原判。
2022年8月8日，上交所发布纪律处分决定书，因有关责任人在职责履行方面存在违规行为，决定对康美药业股份有限公司及有关责任人予以公开谴责。
2022年8月25日，深圳市博益投资发展有限公司、康美药业原董事长马兴田、康美药业原副董事长许冬瑾、陈树雄、马嘉霖被列为被执行人，执行标的30.12亿元人民币。

### 遭集体诉讼
2020年12月31日，广州市中级人民法院受理了11名投资者共同起诉康美药业及21名时任董监高虚假陈述责任纠纷案，原告请求法院判决被告赔偿损失共计约41万元，并提起了普通代表人诉讼。2021年3月26日，投服中心发布公告接受投资者委托，如在法定期限内接受超过50名适格投资者的委托，将向广州中院申请将案件转换为特别代表人诉讼。4月16日，该案由普通代表人诉讼转为特别代表人诉讼，成为新《中华人民共和国证券法》实施后第一宗证券民事赔偿集体诉讼案。11月12日，广州市中级人民法院对全国首例证券集体诉讼案作出一审判决，责令康美药业股份有限公司因年报等虚假陈述侵权赔偿证券投资者损失24.59亿元。公司实际控制人马兴田夫妇及邱锡伟等4名原高管人员组织策划实施财务造假，属故意行为，承担100%的连带赔偿责任；另有13名高管人员按过错程度分别承担20%、10%、5%的连带赔偿责任。而康美药业的审计机构广东正中珠江会计师事务所因未实施基本的审计程序，严重违反了相关法律规定，导致康美药业严重财务造假未被审计发现，被判决承担100%的连带赔偿责任。另外正中珠江所合伙人以及康美药业年报审计项目的签字会计师杨文蔚在执业活动中因重大过失造成正中珠江需承担赔偿责任，也被判在正中珠江所承责范围内承担连带赔偿责任。

### 托管与破产重整
2020年7月10日，为化解康美药业风险，有关部门召开会议，内容为讨论选择有中医药生产资质的企业托管康美药业，初步确定广州市属国有企业广药集团将托管。9月2日，康美药业宣布马兴田及许冬瑾与揭阳易林药业投资有限公司已签署托管协议、合作协议等，托管期限为24个月，公司控股股东康美实业拟将其持有的公司14.87亿股股份，对应公司29.9%股份对应的表决权等权利让渡给易林投资行使。易林投资由揭阳市城市投资建设集团、广东省金服股权托管中心、广州神农氏中医药发展有限公司共同持股，其中揭阳市城市投资建设集团由国家开发银行、揭阳市国资委共同持股；广东省金服股权托管中心则由广东省国资委全资控股；广州神农氏中医药发展有限责任公司由广药集团全资控股，最终控股方为广州市人民政府。广药集团在托管康美阶段，已派出100多人的团队支持康美药业生产经营工作。
2021年4月22日，广东揭东农村商业银行股份有限公司以康美药业不能清偿到期债务，且已资不抵债，但仍具有重整价值为由，向揭阳中院申请对康美药业进行重整。6月4日，法院裁定受理公司破产重整，并于同日指定管理人。11月15日，康美药业第二次债权人会议、出资人组会议召开，表决通过重整计划草案以及相应出资人权益调整方案。11月26日，康美药业重整计划已获法院批准。根据重整方案，由广药集团、广州神农氏中医药发展有限责任公司、广东粤财产业投资基金合伙企业、广东恒健资产管理有限公司、揭阳市金叶发展有限公司等国有企业共同组成的神农氏合伙企业及部分社会资本参与康美药业的公司重整。重整投资人应受让41.45亿股转增股票，占出资人权益调整后总股票数量的29.9%，并支付股票受让总价款65亿元，所筹集的资金将部分用于解决60亿元资金占用问题、支持上市公司做好原有主营业务的持续经营、实施产业优化升级方案以及向下属公司注入流动性。重整获批之后的康美药业将聚焦以中药饮片为核心的主营业务，将结合非中药业务的发展情况，大力清理非主营业务相关板块。
2021年12月29日，揭阳市中级人民法院裁定康美药业破产重整计划执行完毕，终结重整程序。康美药业全部债务已通过现金、股份、信托权益等方式实现100%清偿。
2022年1月25日，康美药业召开第九届董事会2022年度第一次临时会议，新一届董事成员名单中，赖志坚、米琪、刘国伟均来自广药集团，其余董事由广东粤财、金叶发展等派驻。会议选举赖志坚为公司董事长。自此康美药业转入广药治理时期。
2022年5月18日，康美药业发布公告，公司偿还超85.08亿元人民币，非经营性资金占用款已全部清偿完毕，因净资产为负、财务审计报告被出具无法表示意见而触及的“退市风险警示”的相应情形已经消除，因关联方非经营性资金占用而触及的“其他风险警示”的相应情形已经消除。不过康美药业仍存在触发“其他风险警示”的适用情形，股票将继续被实施“其他风险警示”，继续在风险警示板交易，价格的日涨跌幅限制仍为5%。

## 其他间接反应
康美药业曾经聘请的审计机构正中珠江会计师事务所自该事件发生后，其合作的上市公司客户出现下降。2018年正中珠江承担了106家A股上市公司年报审计工作，2018年10月康美药业案发后，聘请正中珠江承担年报审计工作的上市公司锐减至46家，2020年和2021年，正中珠江承担的A股上市公司年报审计缩减至2家和0家。正中珠江是康美药业2001年IPO时的中介机构，连续19年均为康美药业年报审核机构。2021年3月，正中珠江会计师事务所因审计未勤勉尽责，其出具的康美药业2016年至2018年年度审计报告存在虚假记载，同时审计存在缺陷，被处以没收业务收入1425万元，并处以4275万元罚款；并对4名会计师给予警告及罚款，处罚金额创近年来审计机构被罚金额之最。该案于2022年4月列入证监会2021年20宗证监稽查典型违法案例。2021年8月24日，证监会作出《行政处罚罚没款催告书》，载明正中珠江前期已向证监会缴纳部分罚没款，但尚未执行完毕。催告书要求正中珠江收到催告书后，及时缴纳罚没款。截至2022年6月，正中珠江已缴纳罚没款金额为570万元。中国证监会随后向北京金融法院申请强制执行正中珠江会计所5130万元罚没款。2022年7月8日，正中珠江全体合伙人或股东会作出决议，向广东省财政厅报送注销执业许可备案材料。7月21日，广东省财政厅注销正中珠江会计师事务所执业证书。受此事件影响，2021年3月，A股市场已有436家公司宣布改聘2020年审计机构。康美药业也于2021年11月改聘天职国际会计师事务所为财务审计机构与内部控制审计机构，而审计费用较上一期审计费用有所增加。而广发证券也因在康美药业相关投行业务中的违规行为，在2020年7月10日被证监会通知下发行政监管措施事先告知书，对广发证券采取暂停保荐机构资格6个月、暂不受理债券承销业务有关文件12个月的监管措施。经证监会调查，广发证券及相关人员在康美药业投行项目执业过程中未能勤勉尽责，存在尽职调查环节基本程序缺失、缺乏应有的执业审慎、内部质量控制流于形式、未按规定履行持续督导义务等重大违规行为。
2021年11月，随着康美药业集体诉讼案的一审宣判，中国A股市场独立董事辞职消息开始增多。据报道，11月12日-19日，有18家上市公司密集披露独立董事辞职公告。
2021年12月27日，中华人民共和国文化和旅游部发布公告，决定取消许冬瑾的国家级非物质文化遗产代表性传承人资格。许冬瑾此前系康美副董事长，凭借中药炮制技艺(人参炮制技艺)入选非遗代表性传承人。翌年1月28日，国家发展改革委决定撤销康美药业“国家企业技术中心”资格。

## 影响及评价
有媒体评论分析认为，该案的示范效应将促进独董更加勤勉尽责，更有效地推动上市公司规范治理。而中国的独立董事制度存在着一些较大的缺陷，影响了独立董事制度作用的发挥，主要问题是“花瓶董事”及独立董事履职环境不好的问题，根本原因在于机制，在于制度的缺陷。